# Mendoza del Valle del Momboy
Mendoza del Valle del Momboy (antes Mendoza Fría) es un poblado venezolano del municipio Valera (estado Trujillo), situado en la cuenca del río Momboy a una altitud de 1210 metros sobre el nivel del mar en el valle muy recortado de nombre Momboy, que da nombre al pueblo. 
La parroquia homónima tiene una superficie de 69 km². Su población es de 8.200 habitantes.
Es un atractivo pueblo por sus paisajes y bellezas naturales y posee un clima tropical de altura. El poblado es la sede del Coro de Niños Cantores del Momboy uno de los más importantes de Venezuela.